# أنجيليكا غراي
أنجيليكا غراي (بالإنجليزية: Angelica Gray)‏ هي عارضة بريطانية، ولدت في 28 يونيو 1990 في غلاسكو في المملكة المتحدة.